# 石原町 (岡崎市)
石原町（いしはらちょう）は、愛知県岡崎市額田地区の町名。丁番を持たない単独町名であり、29の小字が設置されている。

## 地理
岡崎市東端に位置する。男川が町域内を西流する。住宅地は河川沿岸に形成され、その他は森林・農地として利用されている。

### 山岳
- 本宮山

### 河川
- 男川

### 字
| - 字相野（あいの） - 字相野向（あいのむかい） - 字石原（いしはら） - 字市城（いちじろ） - 字市場（いちば） - 字梅ノ入（うめのいり） - 字熊ノ谷下（くまのやげ） - 字闇苅（くらがり） - 字栗木野（くりぎの） - 字黒石（くろいし） - 字古城（こじろ） - 字高埜（たかの） - 字帝口（ていぐち） - 字帝口向（ていぐちむかい） - 字内久保（ないくぼ） | - 字西牧原（にしまきばら） - 字西室（にしむろ） - 字西横手（にしよこて） - 字東牧原（ひがしまきばら - 字東横手（ひがしよこて） - 字牧原口（まきばらぐち） - 字牧原日影（まきばらひかげ） - 字丸ケ瀬（まるがせ） - 字宮ノ入（みやのいり） - 字宮脇（みやわき） - 字室合内（むろごうち） - 字屋下（やげ） - 字屋下沢（やげざわ） - 字淀野（よどの） |

## 世帯数と人口
2019年（令和元年）5月1日現在の世帯数と人口は以下の通りである。
| 町丁   | 世帯数 | 人口  |
| ------ | ------ | ----- |
| 石原町 | 91世帯 | 235人 |

### 人口の変遷
国勢調査による人口の推移
| 2010年（平成22年） | 286人 | [ 6 ] |  |
| 2015年（平成27年） | 268人 | [ 7 ] |  |

## 小・中学校の学区
市立小・中学校に通う場合、学区は以下の通りとなる。
| 番・番地等 | 小学校             | 中学校             |
| ---------- | ------------------ | ------------------ |
| 全域       | 岡崎市立宮崎小学校 | 岡崎市立額田中学校 |

## 歴史
額田郡石原村を前身とする。江戸時代は天領及び岡崎藩領であった。1715年、一帯の飢饉により村民34人が死亡。1734年、嵐が襲い村民44人が死亡。1738年、嵐のため凶作となり、多数の餓死者が出た。1788年、伝染病が村内の6割以上の家に広まる。
1879年郵便局開設。1889年に周辺の村と合併して宮崎村大字石原となった。1959年から闇刈渓谷の観光地としての開発が開始した。

### 沿革
- 2006年（平成18年）1月1日 - 岡崎市へ編入し、同市石原町となる[1]。

### 史跡
- 久保城跡

## 交通
道路
- 愛知県道37号岡崎作手清岳線
  - 宮崎街道
- 本宮山スカイライン
  - 愛知県道527号本宮山作手白鳥線
- 闇刈林道[11]

路線バス
- 名鉄バス
  - くらがり線

## 施設
- 本宮山県立自然公園
  - くらがり渓谷
  - 闇刈国有林[11]
  - レストハウスくらがり
- 石原農村公園
- 宮崎浄水場[12]
- 岡崎市立宮崎小学校
- 岡崎市立宮崎保育園
- 龍宝山瑞雲寺
- 石座神社

## ギャラリー
- くらがり渓谷
- 本宮山山頂の豊橋中継局
- 岡崎市立宮崎小学校
- 石座神社
- 宮崎地区（旧宮崎村）では江戸時代から茶の栽培が盛んであった[13][14]。有機栽培による茶畑。

## その他

### 日本郵便
- 郵便番号 : 444-3601[4]（集配局：額田郵便局[15]）。

## 参考資料
- 「角川日本地名大辞典」編纂委員会 編『角川日本地名大辞典 23 愛知県』角川書店、1989年3月8日。ISBN 4-04-001230-5。
- 有限会社平凡社地方資料センター 編『日本歴史地名体系第23巻 愛知県の地名』平凡社、1981年。ISBN 4-582-49023-9。